# بن‌زرد علیا

## سجاد معماری
سجاد معماری خوانندهٔ موسیقی لُری اهل ایران است. او با اجرای قطعاتی در سبک‌های شاد و احساسی لُری، به‌ویژه در استان‌های لرستان، کهگیلویه و بویراحمد، فارس و چهارمحال و بختیاری شناخته شده است. آثار او در میان علاقه‌مندان به موسیقی محلی لُری محبوبیت یافته‌اند.

### زندگی‌نامه
اطلاعات دقیقی دربارهٔ تاریخ و محل تولد سجاد معماری در دسترس نیست. با این حال، فعالیت‌های هنری او در مناطق لُرنشین ایران، از جمله یاسوج، دهدشت، نورآباد و شیراز، گسترش یافته است.

### سبک و فعالیت هنری
سجاد معماری در سبک موسیقی محلی لُری فعالیت می‌کند و آثارش ترکیبی از قطعات شاد و احساسی است. او با استفاده از زبان و گویش لُری، به حفظ و ترویج فرهنگ موسیقی محلی کمک کرده است. برخی از قطعات معروف او عبارت‌اند از:
- «ای بنازم»
- «بی‌وفا»
- «عاشقی»
- «وش برسونیت»
- «هوار هوار»
- «سیکو سیکو»
- «یکینه داروم کلومه»
- «ار نبینمش خرابم»
- «گل‌پر»
- «خش صورت»

### حضور در رسانه‌ها
سجاد معماری آثار خود را از طریق شبکه‌های اجتماعی، به‌ویژه اینستاگرام، منتشر می‌کند. صفحهٔ رسمی او در اینستاگرام به نشانی @sajad.memari.music فعال است و بیش از ۵۷ هزار دنبال‌کننده دارد. همچنین، آثار او در پلتفرم‌هایی مانند آپارات و ساندکلاد نیز منتشر شده‌اند.

## جمعیت
این روستا در دهستان پاتاوه قرار دارد و براساس سرشماری مرکز آمار ایران در سال ۱۳۸۵، جمعیت آن ۶۰۳ نفر (۱۲۶خانوار) بوده‌است.